# Mały Kopieniec (Dolina Chochołowska)
Mały Kopieniec (1329 m) – mało wybitny reglowy szczyt w Dolinie Chochołowskiej w Tatrach Zachodnich. Znajduje się na przedłużeniu grzbietu Kulawca odchodzącego od Trzydniowiańskiego Wierchu w północnym kierunku. Od grzbietu Kulawca oddzielony jest niewielką przełączką Wyżni Kopieńcowy Przechód (ok. 1320 m). Od północnej strony Mały Kopieniec sąsiaduje z niżej położonym, ale bardziej wybitnym Wielkim Kopieńcem (1257 m). Obydwa Kopieńce oddziela przełęcz Kopieńcowy Przechód (1205 m).
Wschodnie stoki Małego Kopieńca opadają do dolnej części Doliny Starorobociańskiej, zachodnie do żlebu Krowiniec (często nazywanego Krowim Żlebem), wciętego w północne stoki Trzydniowiańskiego Wierchu.
Jest całkowicie porośnięty lasem i nie prowadzą przez niego szlaki turystyczne. W gwarze podhalańskiej kopieńcem nazywa się górę o kształcie podobnym do kopca. W Tatrach jest jeszcze drugi, również reglowy szczyt o tej samej nazwie – Mały Kopieniec w Dolinie Olczyskiej.